# Boy Morkel
Pour les articles homonymes, voir Morkel.
Pas d'image ? Cliquez ici

a Compétitions nationales et continentales officielles uniquement.

b Matchs officiels uniquement.
Dernière mise à jour le 8 avril 2023.
 William Herman Morkel, plus connu comme Boy Morkel, né le 2 janvier 1885 à Somerset West (Afrique du Sud) et mort le 6 février 1955 à Worcester, est un joueur de rugby à XV qui a joué avec l'équipe d'Afrique du Sud. Il évolue au poste d'avant.

## Carrière
Il a disputé son premier test match le 3 septembre 1910 contre l'équipe des Lions britanniques. Il joua son dernier test match contre les All Blacks le 17 septembre 1921. Il participe au fameux Grand Chelem des Springboks contre les nations européennes en 1912-1913 jouant les 5 rencontres, inscrivant 2 essais. L'Afrique du Sud l'emporte sur l'Écosse 16-0. Il participe ensuite à la victoire contre l'Irlande 38-0 puis à celle sur le pays de Galles 3-0. En 1913 l'Afrique du Sud achève le Grand Chelem en gagnant l'Angleterre 9-3, puis au Bouscat 38-5. Il évolue avec la Western Province et la province du Transvaal avec qui il dispute la Currie Cup.

## Statistiques en équipe nationale
- 9 test matchs avec l'équipe d'Afrique du Sud, 8 victoires, 1 nul
- 2 essais, 6 points
- Test matchs par année : 1 en 1910, 3 en 1912, 2 en 1913, 3 en 1921